# ОШ „Славко Поповић” Даросава
ОШ „Славко Поповић” Даросава, насељеном месту на територији општине Аранђеловац, основана је 1848. године, при цркви брвнари у Даросави.